# 오현근
오현근(吳賢根, 1985년 9월 12일 ~ )은 KBO 리그 고양 위너스의 외야수이다.

## SK 와이번스시절
성남고 졸업 당시 두산 베어스에 2차 7라운드로 지명되었으나 고려대학교에 진학하면서 지명권이 소멸되었다.
2008년 SK 와이번스의 2차 6순위 지명을 받아 입단했다.
2009년 시즌 종료 후 방출되었다. SK에서 기록한 성적은 9경기 5타수 무안타.

## 두산 베어스시절
2010년 시즌 자신을 처음 지명했던 두산 베어스와 신고선수 계약을 맺었다.
2010년 시즌 종료 후 경찰청에 입단, 군 문제를 해결했다.
두산에서도 많은 기회를 받지 못한 채 2014년 시즌 종료 후 방출되었다. 두산에서 기록한 성적은 9경기 6타수 1안타 1득점.

## 롯데 자이언츠시절

### 2015년 시즌
2015년 2월 롯데의 입단 테스트 제의를 받아 신고선수로 입단했다.
퓨처스리그에서 29경기 91타석 동안 타율 0.418에 9도루 17타점을 기록하였다. 때마침 부진했던 외야수 조홍석이 시즌 중 현역으로 입대하자, 정식 선수로 전환됨과 동시에 1군으로 등록되었다. 등번호도 조홍석의 번호를 갖고 왔다.
6월 9일 KT 위즈와의 경기에서 대수비로 출장, 롯데 유니폼을 입고 첫 선을 보였다.
6월 10일 KT와의 경기에서 선발로 출장, 롯데에서의 첫 안타와 프로통산 첫 타점을 기록했다.
6월 17일 넥센 히어로즈와의 경기를 앞두고 오태곤이 등록되면서 1군에서 말소되었다.
8월 21일 KIA 타이거즈와의 경기에서 선발 2번타자 중견수로 출장하여 2루타 2개를 기록하였다.

### 2016년 시즌
5월 12일 1군에 처음 합류하여, 당일 경기 8회말에 대타로 나와 아웃되었다. 5월 13일 경기엔, 8회초 9:8로 앞선 15아웃 만루에서 손용석의 대타로 나와서 김대우를 상대로 도망가는 2타점 적시타를 기록하였고, 자기 자신도 문규현과 정훈의 연속안타로 홈을 밟으며 시즌 첫 득점을 기록하였다. 8회말 수비에서 김대륙과 교체되었다.
19일 경기에서는 급성 장염에 걸린 아두치를 대신하여 대수비로 나와 안타 하나를 기록했으나, 9회초 팀이 극적으로 동점을 만든 2아웃 만루 상황에서 대타 손용석으로 교체되었다.
이후 이렇다 할 모습을 보여주지 못한채 2군에만 머물렀고, 결국 9월 4일자로 전날 경찰청에서 전역한 전준우, 김사훈, 신본기의 등록을 위해 투수 이지모와 함께 웨이버 공시되어 방출당했다.

## 출신학교
- 서울언북초등학교
- 성남중학교
- 성남고등학교
- 고려대학교 사범대 체육교육학과 (2004학번)